# Puerto Asis (flygplats i Colombia)
Puerto Asis är en flygplats i Colombia. Den ligger i den sydvästra delen av landet, 500 km sydväst om huvudstaden Bogotá. Puerto Asis ligger 248 meter över havet.
Terrängen runt Puerto Asis är platt. Runt Puerto Asis är det ganska glesbefolkat, med 31 invånare per kvadratkilometer. Närmaste större samhälle är Puerto Asís, 0,89 km norr om Puerto Asis. I omgivningarna runt Puerto Asis växer i huvudsak städsegrön lövskog.